# فتح‌الله معتمدی
فتح‌الله معتمدی معاون اداری و مالی در دولت شاپور بختیار و استاندار کرمان (شهریور ۱۳۴۸-۱۳۵۰) و از بنیانگذاران وزارت کار به همراه مهدی شریف‌امامی، مصیب نفیسی، فتح‌الله معتمدی، جمشید فرمانفرماییان و احمد آرامش در دوره زمامداری احمد قوام (۱۳۲۵) بود. او همچنین معاونت دولت شاپور بختیار را بر عهده داشت.
معتمدی در سال ۱۳۴۸ در زمان استاندار کرمان ساختمان اجتماعات عمومی شهر کرمان را بنا کرد که محل مهمی در برگزاری مراسم‌های رسمی این شهر محسوب می‌شد.

## تالیفات
تاریخ و حقوق کار و تأمین اجتماعی درایران از دوران صفویه تا زمان حاضر - مدرسه عالی کوروش کبیرتاریخ- نشرو بخش و غیره1354